# Sean Brown
Pour les articles homonymes, voir Brown.
Sean P. Brown (né le 5 novembre 1976 à Oshawa, dans la province de l'Ontario au Canada) est un joueur professionnel canadien de hockey sur glace qui évolue en position de défenseur. Actuellement, il joue pour l'EC KAC de l'Erste Bank Eishockey Liga, le championnat d'Autriche.

## Carrière en club
Sean Brown jouait pour les Bulls de Belleville de la Ligue de hockey de l'Ontario lorsqu'il est choisi par les Bruins de Boston en première ronde du repêchage d'entrée 1995 dans la Ligue nationale de hockey. Alors qu'il évolue toujours en junior, il est échangé au cours de la saison qui suit aux Oilers d'Edmonton dans une transaction dont les Bruins obtiennent Bill Ranford.
En 1996, il passe professionnel, jouant l'essentiel de ses deux premières saisons avec l'équipe affiliée aux Oilers, les Bulldogs de Hamilton de la Ligue américaine de hockey. À partir de la saison 1998-1999, il devient un membre régulier de l'effectif des Oilers. En 2002, il est échangé aux Bruins, puis signe un an plus tard avec les Devils du New Jersey, comme agent libre. Durant le lock-out de la saison 2004-2005, il suspend sa carrière. Au cours de la saison qui suit, il est échangé aux Canucks de Vancouver.
En 2006, il part jouer en Europe, passant deux saisons en Allemagne. Depuis 2008, il joue pour le club autrichien de l'EC KAC, avec lequel il remporte le championnat d'Autriche en 2009.

## Statistiques
| Saison     | Équipe                | Ligue      |     | Saison régulière | Saison régulière | Saison régulière | Saison régulière | Saison régulière |   | Séries éliminatoires | Séries éliminatoires | Séries éliminatoires | Séries éliminatoires | Séries éliminatoires |
| Saison     | Équipe                | Ligue      | PJ  | B                | A                | Pts              | Pun              | PJ               | B | A                    | Pts                  | Pun                  |                      |                      |
| 1992-1993  | Legionnaires d'Oshawa | MTJHL      | 15  | 0                | 1                | 1                | 9                |                  |   |                      |                      |                      |                      |                      |
| 1993-1994  | Dukes de Wellington   | MTJHL      | 32  | 5                | 14               | 19               | 165              |                  |   |                      |                      |                      |                      |                      |
| 1993-1994  | Bulls de Belleville   | LHO        | 28  | 1                | 2                | 3                | 53               | 8                | 0 | 0                    | 0                    | 17                   |                      |                      |
| 1994-1995  | Bulls de Belleville   | LHO        | 58  | 2                | 16               | 18               | 200              | 16               | 4 | 2                    | 6                    | 67                   |                      |                      |
| 1995-1996  | Bulls de Belleville   | LHO        | 37  | 10               | 23               | 33               | 150              |                  |   |                      |                      |                      |                      |                      |
| 1995-1996  | Sting de Sarnia       | LHO        | 26  | 8                | 17               | 25               | 112              | 10               | 1 | 0                    | 1                    | 38                   |                      |                      |
| 1996-1997  | Bulldogs de Hamilton  | LAH        | 61  | 1                | 7                | 8                | 238              | 19               | 1 | 0                    | 1                    | 47                   |                      |                      |
| 1996-1997  | Oilers d'Edmonton     | LNH        | 5   | 0                | 0                | 0                | 4                |                  |   |                      |                      |                      |                      |                      |
| 1997-1998  | Bulldogs de Hamilton  | LAH        | 43  | 4                | 6                | 10               | 166              | 6                | 0 | 2                    | 2                    | 38                   |                      |                      |
| 1997-1998  | Oilers d'Edmonton     | LNH        | 18  | 0                | 1                | 1                | 43               |                  |   |                      |                      |                      |                      |                      |
| 1998-1999  | Oilers d'Edmonton     | LNH        | 51  | 0                | 7                | 7                | 188              | 1                | 0 | 0                    | 0                    | 10                   |                      |                      |
| 1999-2000  | Oilers d'Edmonton     | LNH        | 72  | 4                | 8                | 12               | 192              | 3                | 0 | 0                    | 0                    | 23                   |                      |                      |
| 2000-2001  | Oilers d'Edmonton     | LNH        | 62  | 2                | 3                | 5                | 110              |                  |   |                      |                      |                      |                      |                      |
| 2001-2002  | Oilers d'Edmonton     | LNH        | 61  | 6                | 4                | 10               | 127              |                  |   |                      |                      |                      |                      |                      |
| 2001-2002  | Bruins de Boston      | LNH        | 12  | 0                | 1                | 1                | 47               | 4                | 0 | 0                    | 0                    | 2                    |                      |                      |
| 2002-2003  | Bruins de Boston      | LNH        | 69  | 1                | 5                | 6                | 117              |                  |   |                      |                      |                      |                      |                      |
| 2003-2004  | Devils du New Jersey  | LNH        | 39  | 0                | 3                | 3                | 44               | 1                | 0 | 0                    | 0                    | 2                    |                      |                      |
| 2003-2004  | River Rats d'Albany   | LAH        | 21  | 1                | 6                | 7                | 56               |                  |   |                      |                      |                      |                      |                      |
| 2005-2006  | Devils du New Jersey  | LNH        | 35  | 1                | 11               | 12               | 27               |                  |   |                      |                      |                      |                      |                      |
| 2005-2006  | Canucks de Vancouver  | LNH        | 12  | 0                | 0                | 0                | 8                |                  |   |                      |                      |                      |                      |                      |
| 2006-2007  | DEG Metro Stars       | DEL        | 28  | 2                | 6                | 8                | 100              | 3                | 0 | 0                    | 0                    | 64                   |                      |                      |
| 2007-2008  | Sinupret Ice Tigers   | DEL        | 53  | 5                | 15               | 20               | 206              | 5                | 0 | 1                    | 1                    | 6                    |                      |                      |
| 2008-2009  | EC KAC                | EBEL       | 53  | 14               | 21               | 35               | 119              | 17               | 2 | 5                    | 7                    | 44                   |                      |                      |
| 2009-2010  | EC KAC                | EBEL       | 6   | 3                | 3                | 6                | 28               | 1                | 0 | 0                    | 0                    | 4                    |                      |                      |
| 2010-2011  | EC KAC                | EBEL       | 53  | 3                | 24               | 27               | 99               | 17               | 2 | 7                    | 9                    | 32                   |                      |                      |
| Totaux LNH | Totaux LNH            | Totaux LNH | 436 | 14               | 43               | 57               | 907              | 9                | 0 | 0                    | 0                    | 37                   |                      |                      |

## Transactions en carrière
- 11 janvier 1996 : droits échangés aux Oilers d'Edmonton par les Bruins de Boston avec Mariusz Czerkawski et le choix des Bruins en première ronde du repêchage d'entrée 1996 (Matthieu Descôteaux choisi) en retour de Bill Ranford.
- 19 mars 2002 : échangé aux Bruins par les Oilers en retour de Bobby Allen.
- 24 juillet 2003 : signé par les Devils du New Jersey comme agent libre.
- 9 mars 2006 : échangé aux Canucks de Vancouver par les Devils en retour du choix des Canucks en quatrième ronde du repêchage d'entrée 2006 (T. J. Miller choisi).
- 28 juillet 2006 : signé par les DEG Metro Stars comme agent libre.
- 5 mars 2008 : signé par l'EC KAC comme agent libre.

## Titres et honneurs personnels
- Ligue de hockey de l'Ontario
  - Nommé dans la seconde équipe d'étoiles 1996.
- Erste Bank Eishockey Liga
  - Champion d'Autriche 2009 avec l'EC KAC.